# Proteine SUMO
Le proteine SUMO (dall'inglese: Small Ubiquitin-like MOdifier) sono delle piccole proteine simili all'ubiquitina. 
Sono coinvolte nel processo detto sumoilazione, che è una modifica post-traduzionale che consiste nell'aggiungere permanentemente le SUMO a specifici bersagli, molto spesso avviene su delle lisine, ed è un meccanismo di regolazione rilevante in vari tipi cellulari.